# Campter
Campter is een geslacht van vlinders van de familie van de spinneruilen (Erebidae). De wetenschappelijke naam van dit geslacht is voor het eerst voorgesteld door Martin Krüger in een publicatie uit 2015. De soorten in dit geslacht komen in het Afrotropisch gebied voor.

## Soorten
- Campter goniophora (Hampson, 1900)
- Campter latefasciatus Krüger, 2016
- Campter obliquilinea Krüger, 2016
- Campter punctifascia Krüger, 2016